# Richard Herrnstein
Richard J. Herrnstein (20. května 1930 – 13. září 1994) byl americký vědec a výzkumník v oblasti behaviorální ekonomiky a lidské inteligence, profesor psychologie na Harvardově univerzitě.
Herrnstein byl židovského původu. Na Harvardu spolupracoval s B. F. Skinnerem, se kterým se podílel na výzkumu chování při volbě možností a behaviorální ekonomice. V roce 1965 spolu s Edwinem Boringem napsal knihu A Source Book in the History of Psychology.
Později se změřil na výzkum lidské inteligence a oblast jejího měření. Spolu s Charlesem Murrayem napsal bestseller The Bell Curve, knihu, jejíž hlavní myšlenkou je, že výše inteligence je ovlivněna jako geneticky, tak prostředím, a že lze podle toho předpovědět osobní dynamiku, včetně finančního příjmu, pracovního výkonu, šanci na nechtěném těhotenství a zapojením do trestné činnosti, než z socioekonomického statusu rodičů nebo úrovně vzdělání. Kniha též vysvětluje rozdíly v průměrné inteligenci příslušníků jednotlivých ras sociálními i genetickými vlivy.
Herrnstein byl kritikem afirmativní akce, protože vychází z chybných premis, že rozdíly mezi socioekonomickým postavením příslušníků různých ras ve Spojených státech jsou dány pouze sociálně, nikoliv též geneticky. Sociálními programy tak nelze narovnat vrozené rozdíly. Afirmativní akce podle něj navíc rasové rozdíly v inteligenci zvětšuje, protože nejinteligentnější z černochů vyzdvižení do vyššího socioekonomického postavení pak mají v průměru výrazně méně potomků nežli ti méně inteligentní a chudí.